# Gabriela Szabo
Gabriela Szabo, romunska atletinja, * 14. november 1975, Bistriţa, Romunija.
Nastopila je na poletnih olimpijskih igrah v letih 1996 in 2000. Leta 1996 je osvojila srebrno medaljo v teku na 1500 m, leta 2000 pa naslov olimpijske prvakinje v teku na 5000 m in bronasto medaljo v teku na 1500 m. Na svetovnih prvenstvih je dvakrat zapored osvojila naslov prvakinje v teku na 5000 m in enkrat v teku na 1500 m. Na evropskih prvenstvih je osvojila srebrno medaljo v teku na 1500 m leta 2002 in bronasto medaljo v teku na 3000 m leta 1994.